# Komiksy z Kaczogrodu
Komiksy z Kaczogrodu – cykl komiksów wydawany przez Egmont Polska, zawierający historie osadzone w świecie Kaczora Donalda. Pierwsze 4 tomiki ukazały się w roku 2001. Ostatni z nich, Atlantyda. Zaginiony ląd, został wydany w serii przez pomyłkę – zawiera on komiksową adaptację filmu pod tym samym tytułem i powinien ukazać się w cyklu Komiksy z ekranu. W 2010 wydawnictwo postanowiło wznowić serię – numeracja komiksów zaczęła się ponownie od tomu 1., w którym znalazło się drugie na polskim rynku wydanie sagi Dona Rosy Życie i czasy Sknerusa McKwacza.
Seria kontynuuje wydanie specjalne Kaczora Donalda z 2000 roku pod tytułem $kneru$. Znalazło się w nim 12 głównych rozdziałów serii Życie i czasy Sknerusa Mckwacza.

## Wydane tomy
| Tom                    | Data wydania     | Tytuł                           | Uwagi |
| ---------------------- | ---------------- | ------------------------------- | --- |
| Seria pierwsza: 2001   |                  |                                 | |
| 1                      | 2001             | $kneru$                         | Zawiera komiksy będące dodatkowymi i uzupełniającymi rozdziałami sagi Życie i czasy Sknerusa McKwacza            |
| 2                      | 2001             | Imperator kontratakuje          | Zawiera 3 komiksy opisujące walkę Superkwęka z imperium Evroniańskim                                             |
| 3                      | 2001             | $kneru$: Komiksy Dona Rosy      | Zawiera komiksy Dona Rosy z wujkiem Sknerusem w roli głównej                                                     |
| 4                      | 2001             | Atlantyda. Zaginiony ląd        | Zawiera komiksową adaptację filmu pod tym samym tytułem, tom wydany w serii przez pomyłkę                        |
| Seria druga: 2010-2011 |                  |                                 | |
| 1                      | 28 września 2010 | Życie i czasy Sknerusa McKwacza | Zawiera wszystkie 12 podstawowych rozdziałów sagi Życie i czasy Sknerusa McKwacza Dona Rosy                      |
| 2                      | 10 grudnia 2010  | Życie i czasy Sknerusa McKwacza | Zawiera komiksy będące dodatkowymi i uzupełniającymi rozdziałami sagi Życie i czasy Sknerusa McKwacza Dona Rosy. |
| 3                      | 30 marca 2011    | brak – nie nadano               | Zbiór historyjek Dona Rosy z lat 1988–1990.                                                                      |

## Przyszłość serii
Na Międzynarodowym Festiwalu Komiksu i Gier 2010 redaktor naczelny serii, Artur Skura, poinformował, że na rok 2011 planowane jest wydanie dziewięciu kolejnych tomów, zawierających komiksy takich twórców, jak Don Rosa, Romano Scarpa czy Carl Barks. 13 października 2010 w odpowiedzi na pytania fanów redaktor zapowiedział, że trzeci numer cyklu będzie najprawdopodobniej odpowiednikiem piątego tomu norweskiej serii Hall of Fame, poświęconego Donowi Rosie. Poinformowano także, że w 2011 roku pismo będzie kwartalnikiem.
W dniu 21 kwietnia 2011 roku ukazała się jednak informacja od redaktora naczelnego o prawdopodobnym zawieszeniu wydawania serii. Powodem są słabe wyniki sprzedaży.